# Rhithrogena decora
Rhithrogena decora is een haft uit de familie Heptageniidae. De wetenschappelijke naam van de soort is voor het eerst geldig gepubliceerd in 1954 door Day.
De soort komt voor in het Nearctisch gebied.